# Hammersmith (Hammersmith & City Line)
Hammersmith is een station van de metro van Londen. Het is een eindpunt van de Hammersmith & City Line en sedert 2009 ook van de Circle Line. Het metrostation, dat in 1864 is geopend, ligt in de wijk Hammersmith. 

## Geschiedenis
Het huidige station is gelegen aan Beadon Road en opende op 1 december 1868, ter vervanging van het oorspronkelijke station iets ten noorden van hier, dat op 13 juni 1864 werd geopend toen de Metropoliitan Railway, de latere Metropolitan Line, ten westen van Paddington werd verlengd. De Metropolitan Railway verzorgde vanaf 1877 een dienst tussen  Hammersmith en Richmond over de sporen van de London and South Western Railway, die later onderdeel werden van de District Line. Hiervoor werd gebruik gemaakt van een verbindingsboog die ten noorden van het station aansloot op de sporen van/naar Paddington. Reizigers konden in/uitstappen in station Hammersmith (Grove Road) dat aan de westkant naast het station lag. Via een viaduct kwam de boog uit bij Ravenscourt Park. Een deel van dit viaduct is nog steeds zichtbaar uit de metro's op de District- en Piccadilly- Line ten westen van Hammersmith, de verbindingsboog werd op  3 juni 1916 gesloten. Sinds 1990 worden de diensten van de Metropolitan Line verzorgd onder de naam Hammersmith & City Line, de Circle Line bedient Hammersmith sinds 13 december 2009.
Op 29 augustus 1991 werden drie brandbommen, toegeschreven aan de IRA , ontdekt onder een stoel in het depot. Er waren geen gewonden.

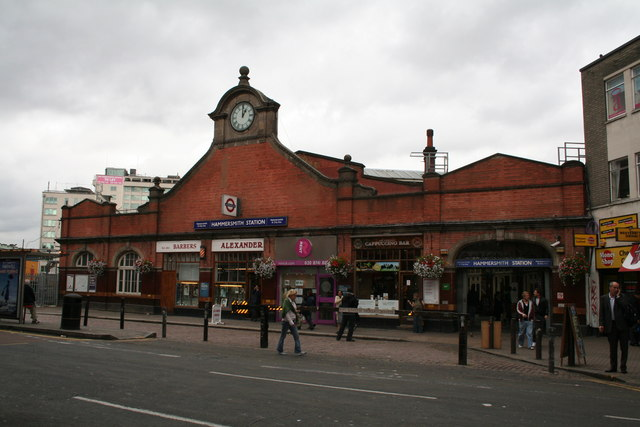
Het stationsgebouw aan Beadon Road.
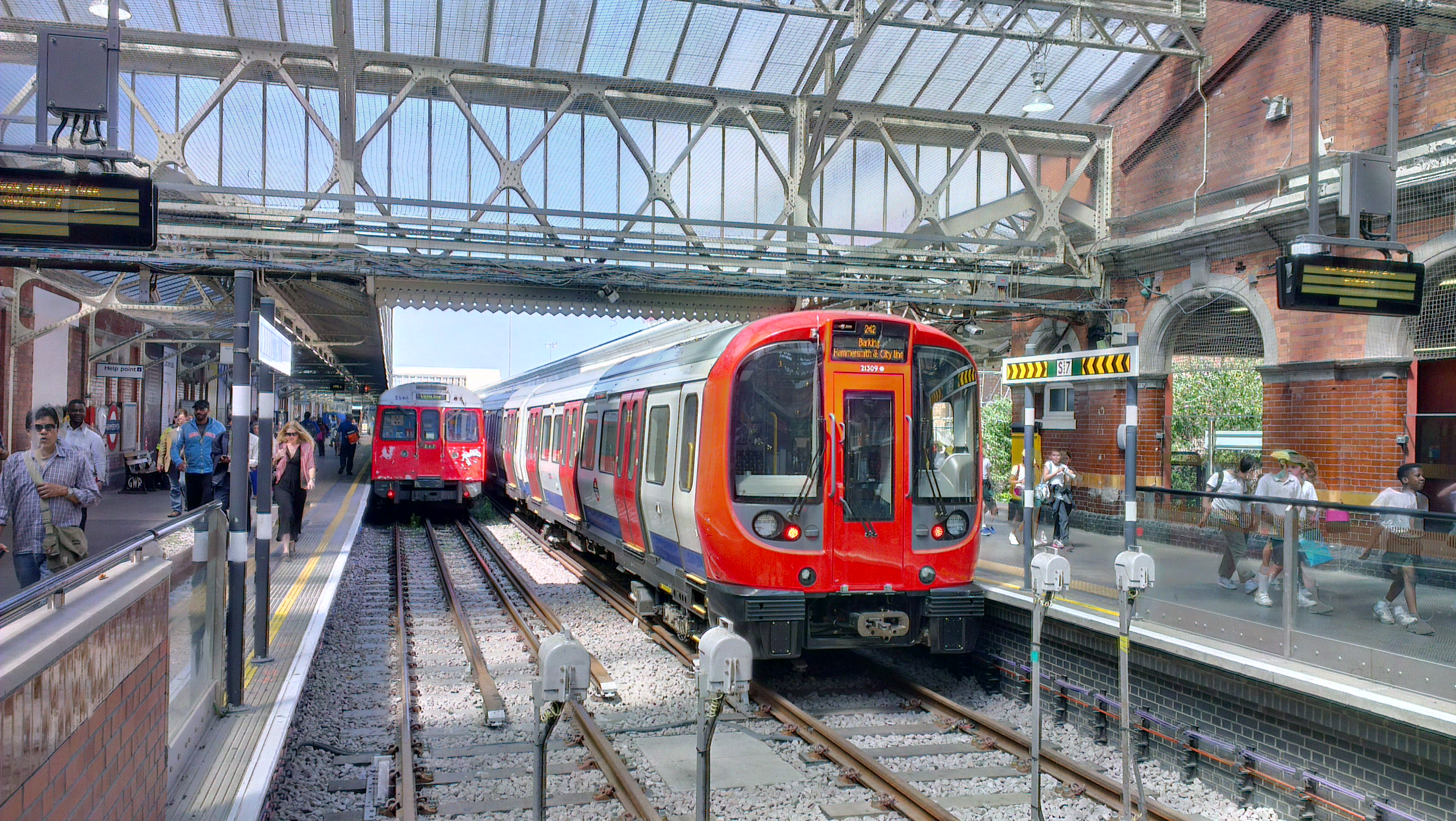
Oud (C) en nieuw (S7) materieel in Hammersmith.
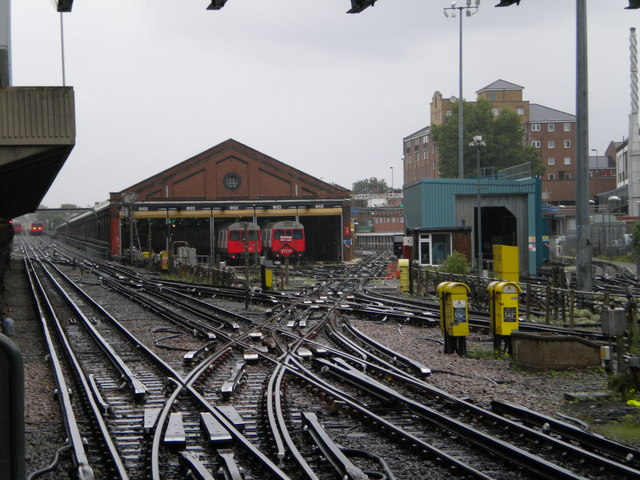
Het depot ten noorden van het station.

## Ligging en inrichting
Het kopstation ligt aan Beadon Road met sporen op straatniveau, de reizigers komen via de stationshal direct uit op de perrons. Iets zuidelijker ligt een station met dezelfde naam, zie Hammersmith (Piccadilly en District Line). Officieel is dit hetzelfde station, maar de stations zijn fysiek van elkaar gescheiden en er is geen ondergrondse loopverbinding. Overstappende reizigers mogen via de openbare weg naar het andere station lopen. Het kaartje blijft dan geldig. Hammersmith-depot bevindt zich net buiten het station. Het wordt gebruikt voor algemeen onderhoud en opslag van de S7 Stock-treinen die op de Hammersmith & City-lijn rijden.
Het station kent twee perrons die in juni 2011 verlengd werden om in plaats van zesbaks treinstellen van materieel C, zeven baks treinstellen van materieel S7 te kunnen ontvangen. De treinstellen S7 kwamen in juli 2012 in dienst op de Hammersmith & City Line. Aan de noordkop van de sporen ligt een loopbrug tussen de twee perrons die tot 3 juni 1916 ook toegang bood tot het naastgelegen station Hammersmith (Grove Road). Aan de noorkant van het station ligt aan de oostkant langs de lijn het depot van de Hammersmith & City Line. 

## Cultuur
- In de wijk Hammersmith ligt het legendarische Hammersmith Odeon, een klassiek gebouw, een voormalige bioscoop en de laatste 40 jaar een concertzaal waar vele bekende artiesten opgetreden hebben, vooral uit de pop-, rock- en hardrock-, en heavymetalmuziek, en waar menig bezoeker per metro is geweest.
- Het station komt voor in de film Adulthood (2008) alsmede in een eerste versie van de muziekvideo voor Lily Allen's "LDN". Lily komt het station binnen en stapt in een metro met haar rode Raleigh Chopper - fiets, waarna ze uitstapt bij Ladbroke Grove.
- Het station komt ook voor in de muziekvideo van "Bravo Lover" van de Taiwanese popzanger Jolin Tsai .

## Fotoarchief
- Het station in 1933
- Het station in 2001
- De stationshal in 2001

Hammersmith · 
Goldhawk Road · 
Shepherd's Bush Market ·
Wood Lane · 
Latimer Road · 
Ladbroke Grove · 
Westbourne Park · 
Royal Oak · 
Paddington · 
Edgware Road · 
Baker Street · 
Great Portland Street · 
Euston Square · 
King's Cross St. Pancras · 
Farringdon · 
Barbican · 
Moorgate · 
Liverpool Street · 
Aldgate East · 
Whitechapel · 
Stepney Green · 
Mile End · 
Bow Road · 
Bromley-by-Bow · 
West Ham · 
Plaistow · 
Upton Park · 
East Ham · 
Barking
Hammersmith · 
Goldhawk Road · 
Shepherd's Bush Market · 
Wood Lane · 
Latimer Road · 
Ladbroke Grove · 
Westbourne Park · 
Royal Oak · 
Paddington · 
Edgware Road · 
Baker Street · 
Great Portland Street · 
Euston Square · 
King's Cross St. Pancras · 
Farringdon · 
Barbican · 
Moorgate · 
Liverpool Street · 
Aldgate · 
Tower Hill · 
Monument · 
Cannon Street · 
Mansion House · 
Blackfriars · 
Temple · 
Embankment · 
Westminster · 
St. James's Park · 
Victoria · 
Sloane Square · 
South Kensington · 
Gloucester Road · 
High Street Kensington · 
Notting Hill Gate · 
Bayswater · 
Paddington · 
Edgware Road